# 최용근

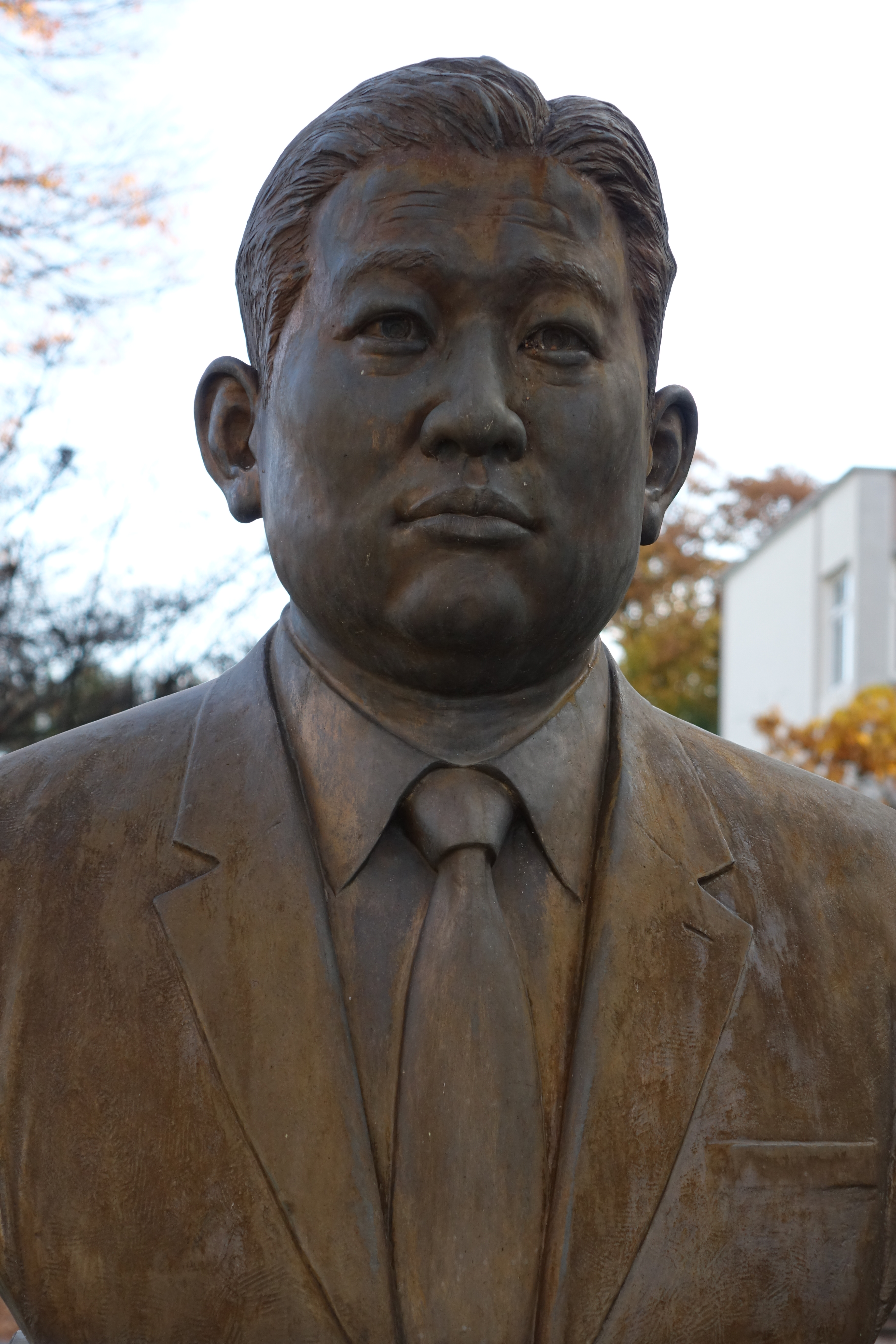
강릉중앙고등학교(강릉농업고등학교) 교내 동상

최용근(崔容根, 1919년 11월 9일 ~ 1973년 1월 29일)은 제3,4대 국회의원을 지낸 대한민국의 정치인이다.

## 학력 및 경력
- 강릉공립농업학교 졸업
- 춘천공립농업학교 농림과 졸업
- 일본성강고등농림학교 임학과 졸업
- 서울대학교 농대강사
- 강릉농업고등학교 교장
- 자유당 강릉갑구당위원장
- 국회재경위원장

## 사망
1973년 1월 29일에 강원도의 한 식당에서 저녁식사를 하다가 갑자기 졸도, 병원으로 옮겨졌으나 사망했다.

## 역대 선거 결과
|  | 26.86% |

|  | 36.46% |

|  | 27.00% |

|  | 42.38% |